# Liparis lacus
Liparis lacus är en orkidéart som beskrevs av Johannes Jacobus Smith. Liparis lacus ingår i släktet gulyxnen, och familjen orkidéer. Inga underarter finns listade i Catalogue of Life.